# Эхимэ (футбольный клуб)
«Эхимэ» (яп. 愛媛 англ. Ehime) — японский футбольный клуб из города Мацуяма, префектуры Эхимэ, в настоящий момент выступает во втором дивизионе Джей-лиги, втором по силе дивизионе страны.
Клуб был основан в 1970 году, под именем «СК Мацуяма», своё нынешнее название клуб носит с 1995 года. В 2005 году «Эхимэ» победил в Японской футбольной лиге, после чего в 2006 году клуб вошёл в профессиональную футбольную Джей-лигу, и по сей день играет в её втором дивизионе, преимущественно занимая места в нижней части турнирной таблицы. Лучшим результатом клуба во втором дивизионе Джей-лиги является 9-е место в 2006 году. Домашние матчи команда проводит на арене «Нинжинир Стэдиум», вмещающей 20 000 зрителей.

## Достижения
- Победитель Японской футбольной лиги (1): 2005